# John Behlmann
John Behlmann es un actor estadounidense conocido por obras de teatro, musicales, películas y series de televisión como  The 39 Steps, Significant Other, Tootsie, El lobo de Wall Street, Revolutionary Road, Guiding Light y All My Children.
Nació el 25 de enero de 1982 y creció en Texas. Se graduó de la Wesleyan University y el National Theatre Conservatory.

## Filmografía

### Películas
| Año  | Título                       | Papel                | Notas        |
| ---- | ---------------------------- | -------------------- | ------------ |
| 2005 | Unstoppable                  | Dave                 | Cortometraje |
| 2008 | Pretty Bird                  | Corporate hotshot #1 |              |
| 2008 | Revolutionary Road           | Mr. Brace            |              |
| 2013 | El lobo de Wall Street       | Rothschild broker #2 |              |
| 2014 | Lies I Told My Little Sister | Nick Miller          |              |
| 2015 | Stryka                       | Peterson             | Cortometraje |
| 2017 | The Details                  | John                 | Cortometraje |
| 2018 | Above All Things             | Bobby                |              |
| 2019 | Standing Up, Falling Down    | Owen                 |              |

### Televisión
| Año  | Título          | Papel                   | Notas                     |
| ---- | --------------- | ----------------------- | ------------------------- |
| 2006 | 3 lbs           | James Parks             | Episodio: "Of Two Minds"  |
| 2007 | Guiding Light   | Jack Summers            | 3 episodios               |
| 2009 | All My Children | Dr. Burke               | 4 episodios               |
| 2009 | Heckle U        | "Big Handsome" Janssen  | Serie web; 4 episodios    |
| 2010 | The Good Wife   | Dr. Mann                | Episodio: "Doubt"         |
| 2014 | Blue Bloods     | Officer Timothy Doherty | Episodio: "Knockout Game" |
| 2016 | Odd Mom Out     | Nico                    | Episodio: "Crushed"       |
| 2017 | Good Behavior   | Agent Backup            | 2 episodios               |
| 2018 | Riverdale       | Agent Arthur Adams      | 5 episodios               |
| 2018 | Instinct        | Brett Miller            | 1 episodio                |

### Videojuegos
| Año  | Título                                | Papel                                            |
| ---- | ------------------------------------- | ------------------------------------------------ |
| 2010 | World of Warcraft: Cataclysm          | Neptulon                                         |
| 2013 | Grand Theft Auto V                    | La población local                               |
| 2016 | World of Warcraft: Legion             | Neptulon, maestro Mathias Shaw, Aethas Sunreaver |
| 2018 | World of Warcraft: Battle for Azeroth | Maestro Mathias Shaw                             |